# Jin Midi
Jin Midi (134–86 aEC) (xinès tradicional: 金日磾, xinès simplificat: 金日䃅, pinyin: Jīn Mìdī, nom estilitzat Wengshu (翁叔), formalment Marquès Jing de Du (秺敬侯), va ser un oficial administratiu prominenat de la Dinastia Han Occidental xinesa de l'ètnia Xiongnu. Va servir com a corregent a principis del regnat de l'Emperador Zhao de Han.